# Shilpa Anand
Shilpa Anand (maintenant Ohanna Shivanand) est un modèle et une actrice indienne